# Med Park
Medford R. « Med » Park, né le 11 avril 1933 à Britton, dans le Dakota du Sud, décédé le 23 juillet 1998, est un ancien joueur américain de basket-ball. Il évolue durant sa carrière aux postes d'arrière et d'ailier.

## Palmarès
- Champion NBA 1958